# Сюзьме
Сюзьме — кисломолочний продукт киргизької, азербайджанської та татарської кухні, який готується з катика. Він схожий консистенцією на сметану або крем-фреш.
Чудова закуска-соус до жирних та важких страв. Її також можна використовувати замість сметани, крем-фрешу, намазувати замість вершкового масла на хліб, класти в супи та салати тощо. Якщо в сюзьму додати холодну воду, то вийде освіжаючий молочний напій — айран.

## Приготування
Страва готується з кислого молока (катика) — продукту, отриманого в результаті заквашування молока. Для цього проціджується зайва рідина катика. Відповідно, слово «сюзьме» з тюркської перекладається, як «зціджений». Також, якщо процідити всю рідину і залишити сюзьму сушитися під сонцем, то вийде ще одна страва гурут.
Для приготування сюзьми знадобляться катик (мацоні), кілька гілочок кропу, сіль, друшляк та тканина для зціджування катика (марля).
Для якісного приготування сюзьми потрібно правильно процідити катик. Для цього потрібно скласти марлю в кілька шарів і покласти на друшляк так, щоб краї вільно звисали. Під друшляк покласти посуд, куди стікатиме рідина. Після того, як у марлю буде вилито катик слід зав'язати вільно звисаючі кінці тканини у вузол. Далі, слід підвісити мішечок з катиком за що-небудь або покласти на мішечок вантаж (наприклад каструлю з водою). Мішечок у підвішеному стані потрібно залишити на 1-2 або більше годин. Чим більше стіче рідини, тим густіше вийде маса. Потім доцільно нарізати дрібно кріп (у сезон у киргизькій кухні беруть рейхан). Також додають різні добавки: нарізану свіжу зелень (рейхан, кінзу, кріп), обсмажені кубиками баклажани, або просто посипають кмином, червоним меленим перцем тощо.
Після цього сюзьму перекладають в миску, солять за смаком і кладуть кріп. Потім всю цю масу перемішують. Обов'язково потрібно перевірити на сіль. Приготовлену сюзьму подають, як правило, холодною з лавашем або коржиком.

## Складові
- Катик — 700 мл
- Сіль 0,5 ч. л.
- Кріп свіжий — 5 гілочок або інша зелень.